# Campo Ascolano
Campo Ascolano är en frazione i kommunen Pomezia inom storstadsregionen Rom i regionen Lazio i Italien. En av sevärdheterna är kyrkan Sant'Agostino.
Militärflygplatsen Mario de Bernardi, anlagd år 1937, är belägen i Campo Ascolano.